# Stępka

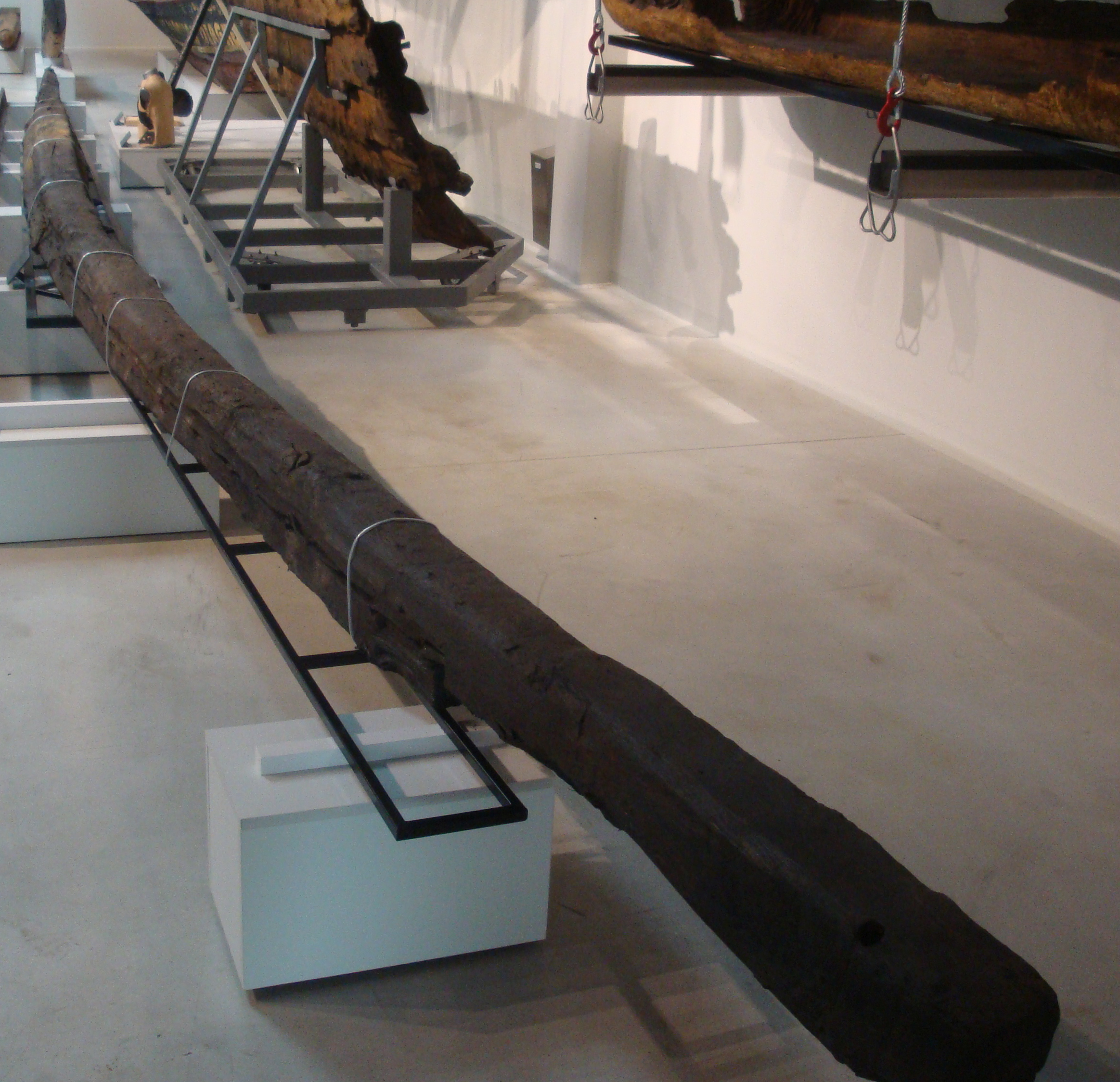
Pozostałość stępki z wraku Miedziowca ma długość 11,6 metra

Stępka, kil – oś konstrukcyjna szkieletu statku wodnego, jest najniższym elementem konstrukcyjnym jednostki pływającej, biegnie od dziobu do rufy, stanowi podstawę wytrzymałości strukturalnej kadłuba. Stępka występuje w postaciach belkowej i płaskiej. Na stępce opierają się wręgi, a na żaglowcach w nadstępkach także pionowe maszty. Położenie stępki jest symbolem rozpoczęcia budowy jednostki pływającej.
Przed opracowaniem konstrukcji modułowej kil był zwykle pierwszą częścią kadłuba, która była budowana. W czasach konstrukcji modułowych, gdy budowano kompletne sekcje kadłuba, budowa statku rozpoczynała się z cięciem pierwszego arkusza blachy, natomiast budowa stępki rozpoczynała się wiele miesięcy przed początkiem budowy samej jednostki. Symboliczna ceremonia położenia stępki wciąż jednak pozostaje symbolem początku budowy jednostki.

## Stępka belkowa
Zwana zwykle kilem, jest dziedzictwem po statkach o konstrukcji drewnianej. Poza funkcją konstrukcyjną kil stanowi też balast, służący do obniżenia środka ciężkości kadłuba, a w konsekwencji stabilizacji jednostki, zabezpieczając ją przed wywróceniem.
Stępki pomagają utrzymać stały kurs, przeciwdziałając bocznemu dryfowi spowodowanemu przez wiatr lub prądy. Zwiększa to zwrotność statku i umożliwia bardziej precyzyjną nawigację. Jednocześnie odpowiednie zaprojektowanie stępki pozwala zmniejszyć opór wody, co prowadzi do zwiększenia prędkości.
Stosowany głównie w jednostkach morskich (wykonanych z innego materiału niż stal lub małych stalowych) – na śródlądziu częściej stosowany jest miecz.

## Stępka płaska
Stosowana w dużych oceanicznych statkach stalowych o podwójnym dnie lub statkach mniejszych o dnie pojedynczym.
Za odmianę stępki płaskiej uważa się stępkę tunelową, której konstrukcja składa się z dwóch równo oddalonych od płaszczyzny symetrii wzdłużników. Nazwa pochodzi od tunelu powstającego po zamontowaniu do wzdłużników poszycia dna zewnętrznego i wewnętrznego. W stępce tunelowej znajdują się rurociągi, przewody elektryczne i zawory.

## W języku
Powiedzenie stoczniowców: położyć stępkę – oznacza zakończenie pierwszego etapu budowy statku (przygotowanie pierwszej partii elementów) i rozpoczęcie montażu kadłuba, zwykle wiążące się z uruchomieniem transzy płatności po potwierdzeniu wykonania tego etapu.
Powiedzenie żeglarskie: stopy wody pod kilem – używa się na pożegnanie żeglarzy wypływających w rejs.